# Glossaire du whisky
Le glossaire du whisky couvre la terminologie d'usage courant dans le monde du whisky. En raison de l'origine anglo-saxonne de l'eau-de-vie, le jargon pratiqué dans l'univers du whisky (ou whiskey) fait un usage très abondant de l'anglais, mais les équivalents français existent souvent.
- Haut – A
- B
- C
- D
- E
- F
- G
- H
- I
- J
- K
- L
- M
- N
- O
- P
- Q
- R
- S
- T
- U
- V
- W
- X
- Y
- Z

## A
- abv : « alcohol by volume », teneur en alcool, exprimée en pourcentage du volume. En Écosse, la teneur minimale pour mériter l'appellation « whisky » est 40 % abv ;
- Âge :
- Alambic :
- Alambic à colonne : un type d'alambic inventé par Aeneas Coffey ;
- Alambic charentais : le type d'alambic utilisé pour distiller les cognacs et les whiskys single malt et pure pot still ;
- Angels' share : voir part des anges ;

## B
- Barley : voir orge.
- Blend ou Blended whisky : whisky provenant de plusieurs distilleries différentes et pouvant être composés à partir de céréales différentes et par modes d'élaboration différents. Plusieurs dizaines de whiskys peuvent ainsi être élaborés pour créer un blend, qui reste la forme de whisky la plus consommée dans le monde.

- Blended grain : appellation écossaise désignant les whiskys issus du mélange de plusieurs whiskys de grain de provenances différentes.

- Blended malt : appellation écossaise désignant les whiskys élaborés à partir de plusieurs Single malts de provenances différentes. Synonymes : Vatted malt ou Pure malt.

- Bootlegger :

- Bourbon : whiskey américain fabriqué à partir d'un mélange de céréales composé à 51 % au moins de maïs. Il doit être distillé à moins de 80 % (vol. d'alcool) et est vieilli en fûts de chêne neufs noircis à la fumée.

- Brut de fût : pris directement à la sortie du fût, à son degré naturel sans adjonction d'eau ; ces whiskies seront titrés à 55 % d'alcool ou plus au lieu des 40 ou 43 % habituels

## C
- Cask strength : voir brut de fût ;
- Cohobateur : petit alambic spécifiquement destiné à la seconde distillation ;
- Cohober : pratiquer la seconde distillation ;
- Coffee still : voir alambic à colonne ;
- Cuve-matière : récipient cylindrique où sont mélangées la céréale maltée et l'eau chaude ;

## D
- Dram : terme écossais désignant un petit verre de whisky.

## E
- Exciseman : fonctionnaire de l'administration fiscale britannique (HM Revenue and Customs) chargé de prélever le droit d'accise (excise en anglais). Il s'assure également de la conformité des opérations de production de whisky avec la législation en vigueur.

## F
- Filtration à froid :
- Fût :

## G
- Grist : farine grossière de malt. Le grist est ensuite mélangé à de l'eau dans une cuve-matière.

## H
- Hogshead : fût utilisé pour contenir divers liquides. Dans le cas de bière ou du whisky, les capacités sont approximativement de 250 litres.

## I
- Irish whiskey : whisky élaboré en Irlande, typiquement avec l'orge maltée et non maltée et distillé trois fois ;
- Islay whisky : un Scotch whisky produit sur l'île d'Islay (Écosse)

## K
- Kiln : pièce servant au séchage du malt, traditionnellement surmontée d'une cheminée en forme de pagode.

## M
- Malt :  céréale germée, en général de l'orge.
- Malterie : lieu de production du malt. Aujourd'hui, le processus est industrialisé et des usines dédiées à la seule production de malt sont exploitées. Par exemple, la malterie de Port Ellen sur l'île d'Islay en Écosse fournit plusieurs distilleries concurrentes, chacune selon des spécifications différentes.

- Mash tun, mash tub ou mashing tun : voir Cuve-matière ;
- Maturation :

## O
- Orge : céréale qui une fois germée se transforme en malt et constitue l'élément de base de l'élaboration du whisky.

## P
- Part des anges : expression désignant le whisky qui s'évapore des fûts stockés dans les entrepôts. Son volume annuel est estimé à environ 2 % du fût ;
- Patent still : voir alambic à colonne ;
- Pot still : voir Alambic charentais ;
- ppm : abréviation de partie par million. Utilisé pour exprimer la teneur en tourbe ou en phénol d'un whisky ;
- Pure malt : dénomination commerciale désignant un whisky qui n'est pas un single malt (Vatted malt ou blend). Lancée par la marque Cardhu et largement utilisée ensuite, l'appellation a été rejetée par la branche en raison de la confusion induite par la dénomination.
- Pure pot still whiskey : whiskey irlandais fabriqué à partir d'orge maltée et non maltée  et distillé dans un alambic charentais (pot still) ;

## Q
- Queue de distillation :

## R
- Rendement : volume d'alcool pur produit à partir d'un tonne de malt ;
- Rye whisky : whisky à base de seigle ;

## S
- Single grain : appellation écossaise désignant le whisky de grain issu d'une seule distillerie ;
- Single malt : whisky de malt issu d'une seule distillerie ;
- Sláinte : expression gaélique pour porter un toast.
- Still : alambic

## T
- Tourbe :

## U
- Uisge beatha :

## V
- Vatted malt : voir Blended malt.

## W
- Washback : récipient où sont mélangés le wort et la levure ;
- Wort :

## Y
- Yield : voir rendement.